# Öznur Karaca
Öznur Karaca (Gent, 1977) is een Vlaamse comédienne van Turkse origine.
In 2004 haalde ze de halve finale van de Culture Comedy Award en in 2006 speelde ze de finale van het Deltion Cabaret Festival
In 2008 deed ze voor het eerst avondvullende try-outs voor haar onewomanshow Bleek. 

## Radio en televisie
Öznur was al te horen in verschillende programma's op VRT-radio. Op televisie kwam ze o.a. aan bod in een reportage van Netwerk. 
Karaca was te zien in de tweede reeks van de Comedy Casino Cup, waarin ze na goede kritieken van de jury als enige vrouw naar de halve finale mocht.